# Marion Kiechle

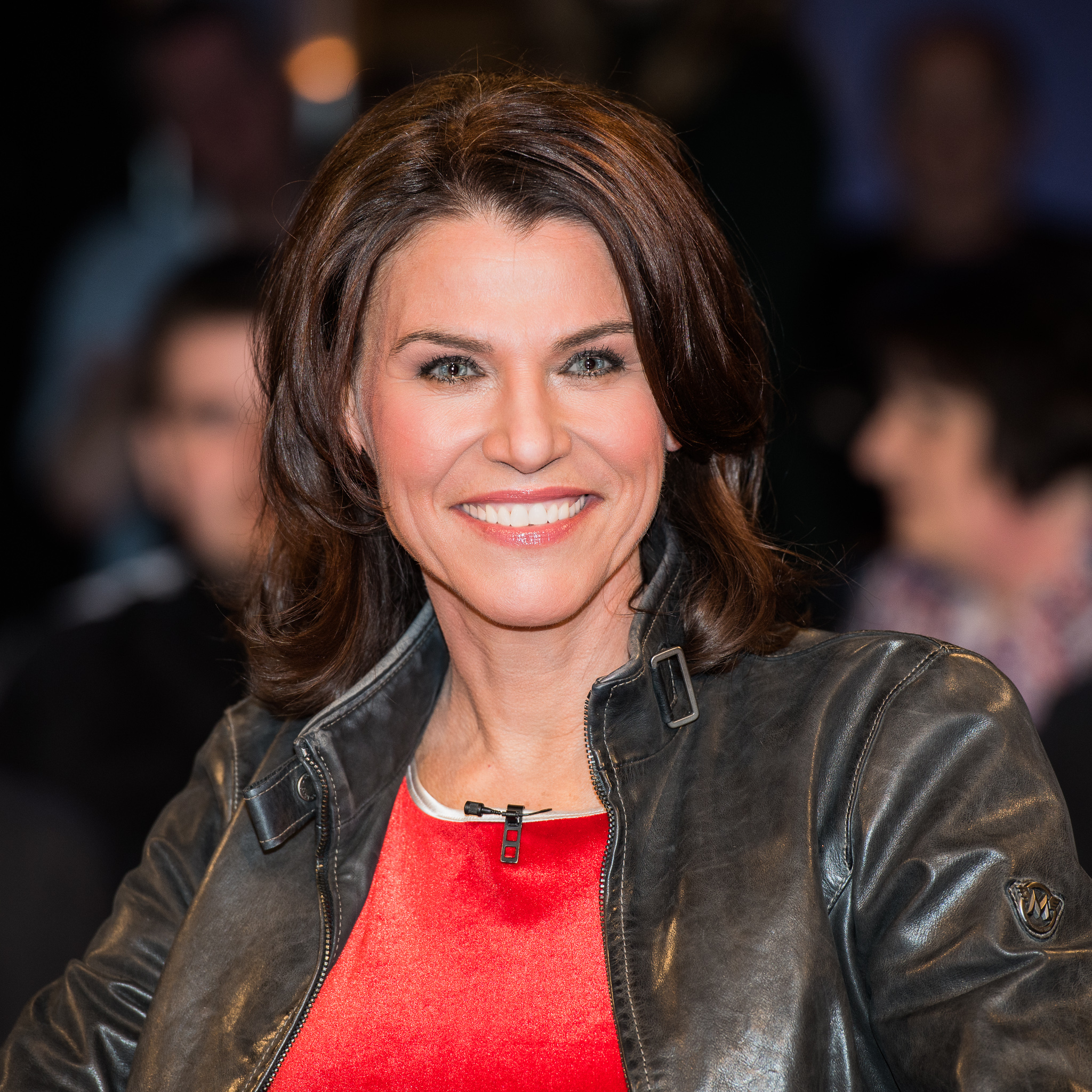
Marion Kiechle, 2017

Marion Brigitta Kiechle (ehemals Kiechle-Schwarz; * 4. April 1960 in Oberkirch) ist eine deutsche Medizinerin, Wissenschaftlerin, Buchautorin und ehemalige Politikerin (CSU). Seit Oktober 2000 ist sie Direktorin der Frauenklinik des Klinikums rechts der Isar der TU München und Inhaberin des Lehrstuhls für Gynäkologie und Geburtshilfe.

## Leben

### Wissenschaftliche Laufbahn
Nach dem Abitur 1979 am Mädchengymnasium Kloster Unserer Lieben Frau in Offenburg studierte Kiechle Humanmedizin an der Albert-Ludwigs-Universität Freiburg, und im Jahr 1986 wurde ihr die Approbation erteilt. Sie wurde 1987 über Nachweis und Charakterisierung EGF-ähnlicher Faktoren in Ovarialkarzinomen promoviert. Sie war Stipendiatin der DFG (1987–1989) und arbeitete währenddessen für ein Jahr am Cancer Center des Southwest Biomedical Research Institute, Scottsdale (Arizona), USA. Nach weiteren Forschungsprojekten habilitierte sie sich 1995 bei Albrecht Pfleiderer in Freiburg über Die Bedeutung der Tumorzytogenetik am Beispiel gynäkologischer Neoplasien. Anschließend arbeitete sie als Oberärztin am Universitätsklinikum Freiburg. 1996 wechselte sie an die Christian-Albrechts-Universität zu Kiel als Oberärztin, später leitende Oberärztin, in der dortigen Frauenklinik. Im Dezember 1999 folgte der Ruf als C4-Ordinaria an die Technische Universität München. Sie war deutschlandweit die erste Frau, die einen Gynäkologie-Lehrstuhl innehatte. 2014 wurde sie in die Leopoldina aufgenommen. 2001 erfolgte die Ernennung zur Vorsitzenden der Bioethikkommission der Bayerischen Staatsregierung, 2002 wurde sie stellvertretende Vorsitzende der zentralen Ethikkommission für Stammzellforschung der Bundesregierung.
Ihre Forschungsschwerpunkte liegen im Bereich der gynäkologischen Onkologie mit besonderem Augenmerk auf erblichen Krebserkrankungen der Frau, Krebsprävention und neuen, digitalen Versorgungsformen für Krebspatienten. So ist sie Teil des Entwicklerteams der App „Meine Busenfreundin“ und Leiterin der vom Innovationsfonds des Gemeinsamen Bundesausschusses geförderten PRISMA Studie zur bedarfsgerechten Optimierung der Versorgung von Brustkrebspatientinnen mit Hilfe digitaler Anwendungen. Sie ist Gründungsmitglied des deutschen Konsortiums Familiärer Brust- und Eierstockkrebs und forscht auf dem Gebiet der Krebsprävention. Hierzu leitet sie die weltweit erste prospektive Studie zur Lebensstilintervention bei BRCA 1 und BRCA2 Anlageträgerinnen.
Ihre klinischen Schwerpunkte liegen in der operativen und medikamentösen Behandlung von Brustkrebs und gynäkologischen Krebserkrankungen. Sie leitet das DKG zertifizierte interdisziplinäre Brustzentrum und das Team ASV (ambulante spezialfachärztliche Versorgung) Brustkrebs und gynäkologische Tumoren des Klinikums rechts der Isar der Technischen Universität München.

### Politik
Am 21. März 2018 wurde sie von Markus Söder als bayerische Wissenschaftsministerin in sein Kabinett berufen. Kiechle ist Vorsitzende der Bayerischen Bioethik-Kommission und stellvertretende Vorsitzende der Zentralen Ethikkommission zur Stammzellforschung. Zunächst parteilos, trat sie im April 2018 der CSU bei und wurde am 21. desselben Monats auf den aussichtslosen Platz 5 der Bezirksliste Oberbayern für die Landtagswahl in Bayern 2018 gesetzt. Nach dem Ablauf der Legislaturperiode im November 2018 schied sie aus der Regierung aus und kehrte an die TUM zurück.

### Engagement
Seit 2021 ist Marion Kiechle Vorsitzende des Kuratoriums für das Projekt Hospiz-Haus des Lebens in München. Seit Februar 2023 ist sie Mitglied des Verwaltungsbeirats des FC Bayern München.

### Privates
Seit April 2010 ist sie in vierter Ehe mit dem Fernsehjournalisten und Sportkommentator Marcel Reif verheiratet. Davor war sie mit einem Sonderschullehrer und zwei Ärzten verheiratet.

## Auszeichnungen
- Schmidt-Mathiessen-Preis der Arbeitsgemeinschaft für Gynäkologische Onkologie der Deutschen Gesellschaft für Gynäkologie und Geburtshilfe (1998)
- Bundesverdienstkreuz am Bande (2007)
- Bayerischer Verdienstorden (2014)
- Patientinnenpreis „Ehrenbusenfreund“ der gemeinnützige Brustkrebs-Initiative Mamazone (2019)[20]
- Bayerischer Verfassungsorden (2022)[21]

## Veröffentlichungen
- Veröffentlichungsliste bei PubMed
- mit Ingrid Gerhard: Gynäkologie integrativ. Konventionelle und komplementäre Therapie. Urban & Fischer Verlag, München/Jena 2005, ISBN 978-3-437-56260-0.
- mit Julie Gorkow: Tag für Tag jünger. Alles über die erstaunlichen Fähigkeiten unserer Zellen, den Alterungsprozess rückgängig zu machen. Heyne, München 2017, ISBN 978-3-453-20147-7.
- mit Julie Gorkow: Tag für Tag leichter. Unsere Schlankheitsformel für Frauen. Gräfe und Unzer, München 2020, ISBN 978-3-8338-7330-0.
- mit Julie Gorkow: Die geheime Kraft des Fettstoffwechsels. Gräfe und Unser, München, 2021, ISBN 978-3-8338-7811-4
- mit Julie Gorkow: Gesundheitsquickies. Gräfe und Unser, München 2022, ISBN 978-3-8338-8362-0
- Seit 2021 hat sie in der Zeitschrift Madame mit „Mal unter uns, Prof. Kiechle“ eine Rubrik für Themen rund um die Frauengesundheit.